# Plumularia exilis
Plumularia exilis är en nässeldjursart som beskrevs av John Fraser 1948. Plumularia exilis ingår i släktet Plumularia och familjen Plumulariidae. Inga underarter finns listade i Catalogue of Life.